# Barqueiros (Barcelos)

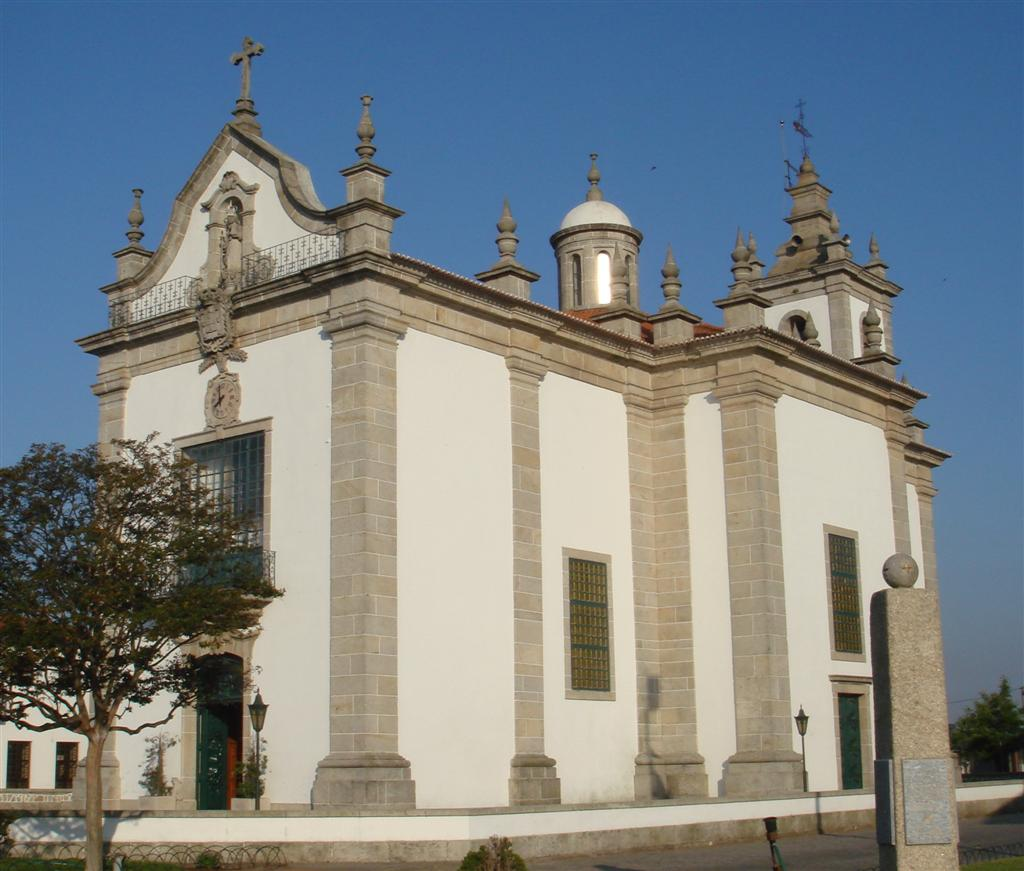
Santuário de Nossa Senhora das Necessidades

Barqueiros é uma povoação portuguesa sede da Freguesia de Barqueiros do Município de Barcelos, freguesia com 8,07 km² de área e 1916 habitantes (censo de 2021), tendo, por isso, uma densidade populacional de 237,4 hab./km².

## Demografia
A população registada nos censos foi:
| Distribuição da População por Grupos Etários | Distribuição da População por Grupos Etários | Distribuição da População por Grupos Etários | Distribuição da População por Grupos Etários | Distribuição da População por Grupos Etários |
| -------------------------------------------- | -------------------------------------------- | -------------------------------------------- | -------------------------------------------- | -------------------------------------------- |
| Ano                                          | 0-14 Anos                                    | 15-24 Anos                                   | 25-64 Anos                                   | > 65 Anos                                    |
| 2001                                         | 390                                          | 337                                          | 1054                                         | 252                                          |
| 2011                                         | 325                                          | 240                                          | 1077                                         | 315                                          |
| 2021                                         | 248                                          | 247                                          | 952                                          | 469                                          |

## Formação da freguesia
A atual freguesia de Barqueiros formou-se da junção dos antigos territórios de Barqueiros, Lagoa Negra e parte da povoação de Bassar do Couto de Apúlia.
A paróquia de S. João de Barqueiros já aparece referenciada em 1059 no livro de D. Mumadona, no inventário das igrejas de Guimarães. Porém, somente abrangeria os atuais lugares de Barqueiros, Jouve e parte de Prestar. A maior parte da área da atual freguesia pertencia ao território de Lagoa Negra. A razão de existir uma tão minúscula paróquia só se justificará pela sua importância económica e estratégica na época romana, na altura em que ainda existiria o lago alimentado pelo rio Cávado.
Barqueiros não aparece nas inquirições de 1220. Contudo, aparece nas de 1258 (D. Afonso III) e 1288 (D. Dinis). Nestas é referido o lugar de Jouve. Lagoa Negra (Lacona Nigra) aparece referenciada em 1108 no Liber Fidei, na localização de uma propriedade nas proximidades de Criaz (Apúlia) e Contriz (Estela). Também não aparece nas inquirições de 1220. Aparece nas inquirições de 1258, nas quais, curiosamente, os inquiridores propuseram a constituição de uma paróquia. Nas inquirições de 1288 aparece com a descrição dos seus limites que iam para sul da atual estrada da velha igreja paroquial ao atual Santuário de N.ª Sr.ª das Necessidades até Laúndos.
No reinado de D. Dinis, em 1292, o Lugar de Vilares (pertencente a Lagoa Negra) é dividido em três casais que perduraram durante séculos. Ainda eram referidos em 1700.
Nesta altura, esses três eram referidos como o Casal de João Barbosa, o Casal do Testudo e o Casal do Direito. 
Nas inquirições de D. Afonso IV há referência a duas quintas em Jouve, foreiras ao Mosteiro de Santo Tirso. Uma delas, dos Teixeira Montenegro, ainda o era em 1828. Nestas inquirições deste último rei já se englobava Lagoa Negra, ou seja: Barqueiros configurou-se neste reinado. Contudo, os limites atuais só foram definidos em 1862, com a extinção da povoação meeira de Bassar e respetiva alternativa eclesiástica, ao dividir-se entre as freguesias de Barqueiros e de Cristelo.
Durante séculos a freguesia estruturou-se ao longo dos vales periféricos: lugares de Prestar, Jouve, Barqueiros (ou Igreja), Vilares e Lagoa Negra. O núcleo mais povoado na atualidade: Necessidades, Terreiro das Necessidades, Abelheiros, Telheiras e Godo eram territórios despovoados e baldios. Mesmo o alto do Monte de Bassar do Couto de Apúlia – onde está o Santuário das Necessidades – era despovoado e com muitos baldios no séc. XVIII. 
Note-se que o Monte de Bassar ou Aldeia de Bassar englobava os lugares de Cerqueiras, Bassar e Talhos. Era administrado pela Câmara do Couto de Apúlia e era meeiro entre as paróquias de S. João de Barqueiros e Salvador de Cristelo. 

## O Santuário de N.ª Sr.ª das Necessidades
A primitiva igreja de Barqueiros situava-se no povoado de origem romana que existiu na colina hoje denominada Adro Velho. Esse povoado viveria da atividade fluvial junto ao lago que existiu entre Gemeses, Fonte Boa e Rio Tinto, alimentado pelo rio Cávado. Nos extremos desse lago situavam-se, estrategicamente, a Barca do Lago (norte) e Barqueiros (sul).
No início do séc. XVIII, no local do primitivo povoado romano de Barqueiros só existia a igreja paroquial. Como estava decadente e em sítio ermo foi ordenada a sua transposição, em 1720, para a colina imediata a poente, para junto do povoado, às custas do Abade de Fonte Boa e de Barqueiros, Dr. Afonso de Meira Carrilho, originário de Castelo de Vide. Aí se situava o centro cívico de Barqueiros.
A velha igreja de Barqueiros manteve-se igreja matriz até 1931. Neste ano passou para o Santuário das Necessidades, após uma década de lutas entre fações a favor e contra essa passagem.
A deslocação do centro da freguesia, do lugar de Igreja ou Barqueiros para as Necessidades, iniciou-se com a divulgação local do culto a Nossa Senhora das Necessidades e consequente construção do respetivo Santuário. A iniciativa deveu-se a Frei João Veloso de Miranda Matos Godinho que trouxe de Lisboa uma imagem e a colocou num nicho ou oratório que preparou próximo à Quinta da Torre de Bassar, quinta dos seus antepassados Velosos de Miranda que durante gerações (até 1704) foram escrivães do Couto de Apúlia.
Apregoadas as graças e virtudes, gerou um grande movimento de peregrinos e avultadas esmolas que deu para iniciar a construção de uma capela em 1747. Em 1750 inicia-se a construção do atual Santuário, sendo demolida a anterior capela em 1762. Neste ano sagrou-se o Santuário, faltando ainda a frontaria. Inicialmente tinha um retábulo-mor simples. O atual foi projetado em 1774 pelo conhecido arquiteto bracarense, Carlos Amarante.
Construído em Bassar, junto aos limites de Barqueiros, num local de bouças pouco produtivas, era constantemente visitado por devotos, sendo o maior afluxo por ocasião da romaria, nos dias 7 e 8 de setembro e domingo seguinte a estes dias. Tal facto motivou a doação de uma vasta área de terreno – o atual Terreiro – para as romarias, por parte do Arcebispo D. Gaspar de Bragança. Estas festas foram, na segunda metade do séc. XVIII e séc. XIX, das mais afamadas da região, havendo registos de romeiros vindos da região costeira entre a Maia e Viana do Castelo.
A partir de 1800 inicia-se a construção de moradias na orla norte do Terreiro em lotes de terreno pertencente ao Santuário, denominado Bouça da Senhora das Necessidades.
Em 1812, o Terreiro aparece referenciado como rodeado de casas, havendo algumas destinadas ao apoio dos viajantes. Nas proximidades, aproveitando oportunidades de negócio com o movimento de peregrinos e romeiros, surgiu um importante centro produtor de telha e tijolo que deu origem ao atual lugar de Telheiras. A referência mais antiga a esta atividade data de 1756, num contrato que obrigava a usar o tijolo das telheiras na obra do Santuário.
O Santuário, a nível regional, influenciou também o desenvolvimento de novas estradas. Logo em 1759, a confraria que ainda administrava o Santuário (ainda em construção) pede ao rei D. José uma ponte para a lagoa das Necessidades, entre Rio Tinto e Cristelo, em direção a Vila Seca e Barcelos. Mais tarde, a importância desta via foi realçada com a nova estrada real (n.º 30), da Póvoa de Varzim a Valença, passando pelas Necessidades e Barcelos. Esta, em 1868, andava em construção na zona das Necessidades.
O Santuário, com o seu capelão, tinha uma gestão autónoma da paróquia de S. João de Barqueiros, sendo frequentes os atritos com o pároco desta. Para minorar esses conflitos, o Arcebispo de Braga aconselhou o capelão a pedir a proteção real, sendo atendido e o Santuário elevado à categoria de Capela Real por D. Luís, por alvará Régio de 24 de abril de 1872. Daí a designação de Real Santuário de Nossa Senhora das Necessidades. Ainda nesse ano, a 28 de junho, na sua frente, no Terreiro, parou o rei D. Luís na sua viagem a Viana do Castelo e ao Minho. Aqui o esperaram o governador civil de Braga, o administrador do concelho, juiz de direito e outras autoridades de Braga e Barcelos.
Barqueiros ficou célebre durante a década de 1980 pelos protestos da população contra a extracção de caulino a céu aberto no centro da localidade, um episódio longo que ficou conhecido como a Guerra do Caulino ou Guerra dos Caulinos. Iniciado em 1986 este conflito foi-se arrastando até se saldar na morte de um rapaz em 1989.

## Política

### Eleições autárquicas (Junta de Freguesia)
| Data | %     | V  | %       | V       | %       | V       | %       | V       | %       | V       | %     | V   |
| Data | PS    | PS | PPD/PSD | PPD/PSD | CDS-PP  | CDS-PP  | APU/CDU | APU/CDU | PSD-CDS | PSD-CDS | IND   | IND |
| ---- | ----- | -- | ------- | ------- | ------- | ------- | ------- | ------- | ------- | ------- | ----- | --- |
| 1976 | 38,52 | 4  | 34,17   | 3       | 24,01   | 2       |         |         |         |         |       |     |
| 1979 | 45,11 | 6  | 22,56   | 3       | 25,93   | 4       | 3,50    | -       |         |         |       |     |
| 1982 | 37,76 | 5  | 45,61   | 7       | 9,49    | 1       | 4,90    | -       |         |         |       |     |
| 1985 | 35,85 | 3  | 54,03   | 6       |         |         |         |         |         |         |       |     |
| 1989 |       |    | 78,38   | 8       | 16,31   | 1       |         |         |         |         |       |     |
| 1993 | 35,23 | 3  | 58,24   | 6       | 3,83    | -       |         |         |         |         |       |     |
| 1997 | 41,28 | 4  | 49,23   | 5       | 6,14    | -       | 1,45    | -       |         |         |       |     |
| 2001 | 47,92 | 5  | 45,20   | 4       | 4,00    | -       | 0,88    | -       |         |         |       |     |
| 2005 | 53,75 | 5  | 42,58   | 4       |         |         | 1,68    | -       |         |         |       |     |
| 2009 | 55,28 | 5  | 40,91   | 4       | 1,06    | -       |         |         |         |         |       |     |
| 2013 | 56,73 | 5  | CDS-PP  | CDS-PP  | PPD/PSD | PPD/PSD |         |         | 29,30   | 3       | 11,07 | 1   |
| 2017 | 58,58 | 6  |         |         |         |         |         |         | 32,30   | 3       |       |     |
| 2017 | 58,58 | 6  | 5,86    | -       |         |         |         |         |         |         |       |     |
| 2021 | 48,95 | 5  | CDS-PP  | CDS-PP  | PPD/PSD | PPD/PSD | 42,72   | 4       |         |         |       |     |